# Juan Gregorio Bazán
Juan Gregorio Bazán (Talavera de la Reina, Corona de Castilla, 1510 - Jujuy de la gobernación del Tucumán, Virreinato del Perú, 1570) fue un hidalgo castellano y uno de los conquistadores y primeros colonizadores del actual Noroeste argentino a mediados del siglo XVI. Fue teniente de gobernador general de Santiago del Estero desde 1554 hasta 1556.

## Biografía
Juan Gregorio Bazán nació en Talavera de la Reina, España, alrededor de 1510. Fue hidalgo y primo hermano del conquistador Francisco de Aguirre. Contrajo matrimonio en España con Catalina de Plasencia, también nacida allí. Con ella tuvo a María, que luego se casó con el capitán Diego Gómez de Pedraza.
Llegó a América en 1545, más precisamente a Panamá, bien equipado con armas y criados. Pasó luego al Perú, donde formando parte de la armada de Pedro de La Gasca y bajo las órdenes del capitán Pablo de Meneses, combatió a Gonzalo Pizarro en la batalla de Jaquijaguana, durante la guerra civil entre los partidarios de Francisco Pizarro y Diego de Almagro. Allí alcanzó el grado de capitán.
Entró al Tucumán en 1551 junto a Juan de Santa Cruz y Miguel de Ardiles, arribando a la ciudad de El Barco II fundada por Juan Núñez de Prado en los Valles Calchaquíes. En 1553 acompañó a Francisco de Aguirre en la fundación de la ciudad de Santiago del Estero. En marzo de 1554, cuando Aguirre debió marcharse a Chile, lo designó teniente de gobernador y justicia mayor de Santiago del Estero.
Se dedicó a fomentar el precario crecimiento de esa ciudad, que se convertiría luego en el primer asentamiento permanente argentino. En 1560 asistió al gobernador Juan Pérez de Zurita en la fundación de Cañete. Luego participó en la fundación de San Miguel de Tucumán en 1565, ciudad en la que fue teniente de gobernador. También lo fue en Nuestra Señora de Talavera en ese mismo año, ciudad que organizó y fortificó. Dicho asentamiento servía de posta en el camino entre Santiago del Estero y Charcas.
Como para ello era necesario un amplio abastecimiento de mano de obra indígena, en 1568 Bazán hizo de esto su principal prioridad y recorrió toda la zona circundante explorando nuevos territorios hacia el río Bermejo, procurando obtener los aborígenes requeridos, ya fuera por la diplomacia, los incentivos o la fuerza, pero sin demasiado éxito.
A fines de 1569 Bazán salió de Talavera y viajó al Perú a buscar a su esposa, su hija María, su yerno Diego Gómez de Pedraza, y sus nietos Juan Gregorio Bazán, Esteban de Pedraza y Francisca Bazán, que habían venido de España acompañando al virrey Francisco de Toledo.
En su viaje de regreso, en el  valle de Purmamarca, el grupo fue emboscado, atacado y Bazán muerto a flechazos y pedradas por los indígenas omaguacas, junto a su yerno Diego Gómez de Pedraza. Las mujeres consiguieron huir.
Le cupo al gobernador Nicolás Carrizo la tarea de ir a buscar el cuerpo de su antiguo compañero de conquistas y llevarlo a Santiago del Estero, en cuya Iglesia mayor se celebraron solemnes exequias.

## Teniente de gobernador y Capitán general de Santiago del Estero (1554-1556)
El 22 de marzo de 1554 llegó a Santiago del Estero la noticia de la muerte de Pedro de Valdivia y que se convocaba con urgencia a Francisco de Aguirre a Chile para sucederlo. Al día siguiente, Aguirre dictó un decreto designando como teniente de gobernador y capitán general a Juan Gregorio Bazán. El 28 de marzo, Aguirre convocó al Cabildo de Santiago del Estero, informó la situación, hizo acatar la nueva designación y partió hacia Santiago de Chile. Se llevó buena parte de los caballeros y soldados existentes en Santiago del Estero, lo que significó dejarla en el desamparo.
La situación de esa ciudad fue desesperante por falta de alimentos, vestimenta y armas. La gente estuvo a punto de abandonar todo y regresar al Perú, si no era por la firme actitud de Nicolás Carrizo y Miguel de Ardiles, quienes convencieron a Bazán y a los otros conquistadores de que era preciso mantener la ciudad. Fueron cuatro años largos de penurias.
Los indígenas del río Salado más otros de la región, inclusive los chiriguanos, se habían malquistado con los españoles; de hecho, los conquistadores vivían con sus armas en la mano. Pero como Bazán era experto en el arte de la guerra, supo manejar a los aborígenes de la zona y mantenerlos en paz. La ciudad de Santiago del Estero aún estaba débil como para resistir ataques de los indígenas, sin embargo, Bazán se desempeñó con acierto en su función y los contuvo.
Los conquistadores se mantuvieron en su sitio pese a las acechanzas de los aborígenes, el hambre, las privaciones, etc. Se alimentaban de yerbas, raíces, cardones, cigarras, langostas, etc.; se vestían con cueros y con sus manos fabricaban unas camisas de unos cardones que bien podían servir de cilicios por los sufrimientos que les provocaban; de los naturales aprendieron a fabricar mantas, camisetas y lienzos de algodón; carecían de sacerdotes y suplicaban el envío de al menos uno, para que los confesara y les celebrara misas.
Finalmente, se resolvió que cinco vecinos viajaran a Chile al mando de Hernán Mejía de Mirabal a fines de 1555 y solicitaran a Aguirre el urgente envío de ayuda para la ciudad. Fue un viaje histórico, teniendo en cuenta que eran sólo seis soldados y debían atravesar un largo camino, plagado de indígenas y una alta cordillera de por medio.
Este grupo regresó a principios del año siguiente trayendo semillas de algodón, de trigo, de cebada, plantas de viña, árboles frutales, armas, pólvora y un sacerdote, el padre Juan Cidrón. Con todo ello se aquietaron los ánimos, resurgió la confianza y el deseo de continuar habitando la ciudad.
A principios de 1556, Juan Gregorio Bazán entregó el mando a Rodrigo de Aguirre, sobrino de Francisco de Aguirre.